# Gustavas Gvildys
Hermanas Gustavas Gvildys (deutsch: Hermann Gustav Gwildies, * 31. Oktober 1901 in Memel; † Februar 1945 in Königsberg) war ein litauisch-deutscher Fußballspieler. Er war Teil des litauischen Kaders für das Fußballturnier bei den Olympischen Sommerspielen 1924 in Paris.

## Karriere und Leben
Gustavas Gvildys wurde unter seinem deutschen Name im zum damaligen deutschen Kaiserreich gehörenden Memel geboren. Sein fünf Jahre jüngerer Bruder Ričardas Villys Gvildys (Richard Willy Gwildies) war ebenfalls Nationalspieler von Litauen. Nachdem die ostpreußische Stadt und das Gebiet rechts der Memel ab 1923 infolge des Vertrags von Versailles unter dem Namen Klaipėda Litauen zugesprochen wurde, wurde Gwildies' Nachname litauisiert und zu Gvildys. Er arbeitete 1941 als Kaufmann.
Er spielte mindestens 1923 für den MTV Memel in der Baltischen Fußballmeisterschaft 1922/23 und gewann mit Memel den Bezirk II Tilsit/Memel. In der Endrunde um die ostpreußische Meisterschaft schied man hinter dem VfB Königsberg aus. Ein Jahr später wurde man Dritter im Bezirk II Tilsit.
Ab 1924 war er für die SpVgg Memel aktiv, die er mit weiteren ehemaligen Spielern des MTV gründete. Mit dieser erreichte er 1926 die Endrunde um die ostpreußische Meisterschaft und 1928 und 1929 um die Baltische. Nachdem der Verein 1932 aus dem Baltischen Rasenverband ausgeschlossen wurde, beendete Gvildys seine Karriere. Der Verein nahm danach bis 1945 als Teil der deutschen Bevölkerung am litauischen Spieltbetreib teil.
Gvildys spielte im ersten offiziellen Länderspiel der Litauischen Fußballnationalmannschaft am 24. Juni 1923 gegen Estland das mit einer 0:5-Niederlage endete. Er war dabei einer von sechs Spielern die der MTV Memel stellte, darunter die gebürtigen deutschen Otonas Kunelis (Otto Kunellis), Ernstas Deringas (Ernst Döring), Valteris Krigas (Walter Krieg) und Vilhelmas Baueris (Wilhelm Bauer). 1924 nahm er mit Litauen das in der Vorrunde gegen die Schweiz ausschied am Fußballturnier bei den Olympischen Sommerspielen in Paris teil, bei dem er jedoch nicht zum Einsatz kam.
1929 und 1930 nahm er am Baltic Cup teil und gewann den Titel 1930. Sein letztes Spiel absolvierte er 1932 in einem Freundschaftsspiel gegen Lettland als er die Mannschaft als Kapitän führen durfte.
Er starb im Februar 1945 in Königsberg während der Schlacht um Ostpreußen als die Stadt von der Roten Armee größtenteils eingekesselt worden war.